# Tirol-Choco
Tirol-Choco (チロルチョコ Chiroruchoko) er japanske søde sager, der produceres af virksomheden af samme navn.
Tirol kom på markedet i 1962. De første produkter var chokolade med kaffenougatsmag og er siden fulgt af flere, så man pr. 2013 havde bragt over 350 smagsvarianter på markedet. Desuden fremstiller chokoladeproducenten individuelle produkter, som forbrugerne kan sammensætte og bestille direkte på internettet.
Navnet kom af at grundlæggeren Matuso Seika så sig om efter et navn, der kunne adskille hans produkter fra de amerikanske. I den forbindelse så han på et kort over Alperne, hans første association med chokolade, og syntes her om navnet Tirol. Det virkende endda efterfølgende så godt, at de fleste japanerne nu forbinder Tirol med chokolade og ikke den østrigske delstat.